# Ego (automobile)
Pour les articles homonymes, voir Ego (homonymie).
Ego est un constructeur d'automobiles allemand basé à Berlin qui a produit des véhicules de 1923 à 1927.

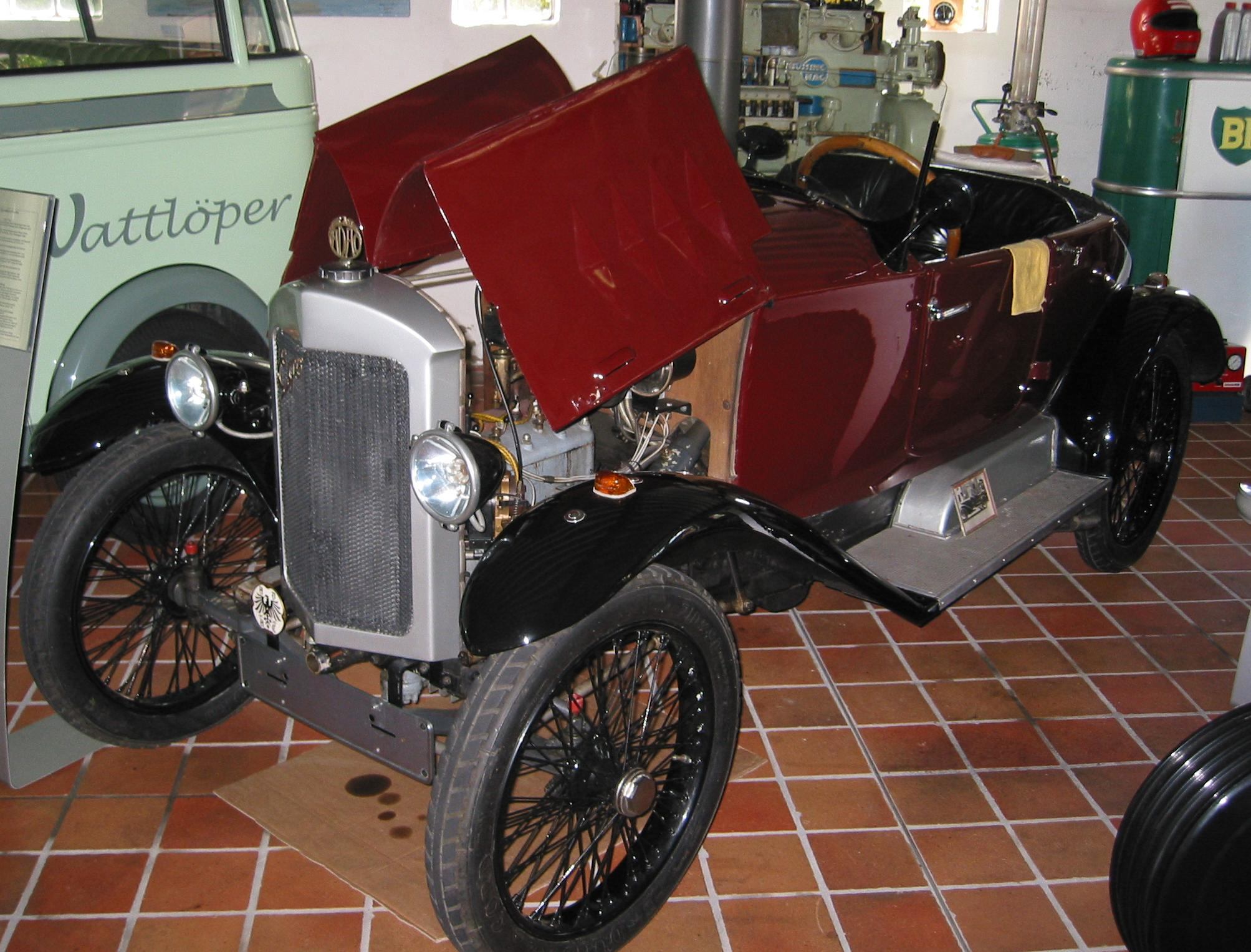
Une Ego 4/14 de 1922.

## Histoire
La société Mercur Flugzugbau GmbH commence la production de voiturettes en 1923 avec le modèle 4/14 doté d'un 4 cylindres en ligne de 14 chevaux. À l'automne 1924, la voiture est améliorée et devient le Modell 4/20 ; suit la Sportwagen 4/24 dotée d'un moteur deux-temps.
En 1925, le modèle 5/25 peut accueillir quatre personnes. La même année, la société est déclarée en faillite. La production continue sous le contrôle de la marque Hiller Automobilfabrik (de) jusqu'à la fin de l'année 1927.
Un exemplaire du modèle 4/14 a été préservé au musée de Bredstedt en Allemagne.